# 劉藏器
劉藏器（？—？），徐州彭城县人，唐朝政治人物。劉知柔、刘知几的父亲。

## 生平
劉藏器是刘胤之的从父兄子，劉延祐从弟。高祖父刘世明北魏南兗州刺史。曾祖父劉禕，字世英，北齊睢州刺史。祖父劉玟，北齊睢陽郡太守。父劉務本，隋朝留縣長。劉藏器有词学，唐高宗时为侍御史。尉迟敬德的儿子卫尉卿尉迟宝琳胁迫他人为妾，劉藏器弹劾让他归还，尉迟宝琳私自向高宗请求不要归还，劉藏器于是再劾再止。劉藏器是：“法律为天下的规范，万民所共，陛下舍法从情，法将怎样施行？现在尉迟宝琳私请，陛下听从；臣公开弹劾，陛下也听从。今日听从，明日更改，臣下遵守什么？匹夫匹妇都害怕失信，何况天子！”高宗下诏同意，但内心不高兴。转任比部员外郎。高宗从容问大臣：“外间以朕为怎样的君主？”监察御史魏元忠回答：“周成王、周康王，汉文帝、汉景帝。”高宗问：“那还有遗恨吗？”魏元忠回答：“有。王义方一世英豪，而死草泽。议者称陛下不能用贤。”高宗回答：“我刚要用他，听说他已经死了，后悔无及。”魏元忠回答：“刘藏器行为才干，陛下所知，现在七十岁为尚书郎。徒叹别人而又弃用此人。”高宗默然惭愧，想要擢任劉藏器为吏部侍郎，魏玄同阻止道：“他守道不笃，怎能用他？”出为宋州司马，其后去世。刘知几十二岁时，刘藏器让他学《古文尚书》，学业不进，刘藏器大怒，鞭打督促他。

## 子孙
- 劉知柔，工部尚書、彭城侯
  - 劉繹，金部郎中
  - 劉緝，巴陵郡太守
  - 劉綝，和州刺史
  - 劉繪，延州刺史
  - 劉繕，桂府都督
- 劉知章
- 劉知幾，中書舍人、居巢文公
  - 劉貺，起居郎
    - 劉浹
      - 劉敦質
      - 劉敦儒

    - 劉滋
      - 劉約
      - 劉緒

  - 劉餗，河南功曹參軍
    - 劉贄
      - 劉從周，左補闕

  - 劉彙，尚書右丞
    - 劉贊，字公佐，宣歙觀察使、彭城縣男
      - 劉茂孫
      - 劉勝孫
      - 劉憲孫
      - 劉懿孫

  - 劉秩，國子祭酒
    - 劉賮
    - 劉製

  - 劉迅，左補闕
  - 劉迥，給事中